# Ministère public général de la République
Pour les articles homonymes, voir FGR.
Le ministère public général de la République (en espagnol : Fiscalía general de la República (FGR))) est un des organismes autonomes fédéraux du Mexique. Son titulaire, le procureur général de la République, est nommé pour neuf ans, après approbation d'un minimum des deux tiers des sénateurs, à partir d'une proposition de trois noms faite par le président de la République.  

## Historique
Cette institution a remplacé le bureau du procureur général de la République, un organisme semblable mais placé au sein du gouvernement mexicain, fin décembre 2018,. La réforme constitutionnelle, en son article 102, et la promulgation d'une loi organique, lui ont donné une pleine autonomie,,,,,. 
Le 18 janvier 2019, Alejandro Gertz Manero est nommé procureur général de la République pour neuf ans, après avoir reçu l'approbation du Sénat de la République (91 votes en sa faveur). Les deux autres personnes proposées au Sénat par le président étaient Eva Verónica de Gyvez Zárate et Bernardo Bátiz Vázquez (es). 

## Attributions
Le ministère public général est chargé d'enquêter et de poursuivre les délits de l'ordre fédéral. Le procureur préside aussi les organismes auxiliaires du ministère public, comme l'Agence d'enquête criminelle (es), les ministères publics spécialisés, les services d'enquête de police et des experts judiciaires. Ce ministère public a également la charge de concevoir, planifier, exécuter et coordonner les politiques publiques en matière d'enquêtes criminelles ; de garantir la protection et l'assistance aux victimes, aux témoins, et à toute personne entendue dans le processus judiciaire ; d'assumer l'exercice et le soutien de l'action pénale publique en représentant l'État et la société devant le pouvoir judiciaire de la Fédération (es) ; d'intervenir pour les demandes d'extradition, etc.,,,. 